# Tritonia lancea
Tritonia lancea är en irisväxtart som först beskrevs av Carl Peter Thunberg, och fick sitt nu gällande namn av Nicholas Edward Brown. Tritonia lancea ingår i släktet Tritonia och familjen irisväxter. Inga underarter finns listade i Catalogue of Life.